# Polygala tellezii
Polygala tellezii är en jungfrulinsväxtart som beskrevs av T.Wendt. Polygala tellezii ingår i släktet jungfrulinssläktet, och familjen jungfrulinsväxter. Inga underarter finns listade i Catalogue of Life.